# Vizov
Vizov (em russo:  Вызов, romanizado: Vizov) é um filme com lançamento realizado no dia 12 de abril de 2023, dirigido por Klim Chipenko. Filmado na Estação Espacial Internacional, será o primeiro longa-metragem parcialmente feito no espaço.

## Sinopse
O cosmonauta Ivanov perde sua consciência durante o voo e devido a isto os doutores decidem que será necessário operar seu coração em microgravidade. A cirurgiã cardíaca Zhenya, que nem tem tempo de criar sua filha adolescente, prepara-se para voar.

## Elenco
- Iulia Peresild
- Klim Chipenko
- Aliona Mordovina
- Vladimir Mashkov — Cirurgião cardíaco
- Tatyana Dogileva [en] —
- Sergey Burunov [en]
- Polina Agureeva [en]
- Maksim Matveyev [en]
- Oleg Novitskiy — Cosmonauta
- Anton Shkaplerov — Cosmonauta

## Origem
A ideia surgiu após "forças políticas" impedirem Tom Cruise de realizar seu filme com a Roscosmos. Houve cerca de três mil inscrições para o papel principal, o que foi reduzido para 20/30 e então decidiram em favor de Peresild. O processo de triagem foi iniciado em 15 de março de 2021 e envolveu testes médicos, psicológicos e psicométricos onde quem não passasse, não era considerado bom para voar. O drama é um projeto conjunto da Roscosmos, Channel One e o estúdio Yellow, Black and White [ru]. As duas equipes se apresentaram para treino no dia 24 de maio de 2021.
Para preparar-se para a filmagem, Klim Chipenko treinou duro e perdeu 15 quilos. Ele trabalhou como cameraman, maquiador e diretor de arte no voo. Oleg Novitsky e Peter Dubrov aparecerão no filme, com Dubrov e Mark Vande Hei ajudando na produção. Anton Shkaplerov foi o comandante da Soyuz MS-19, com Chipenko e Peresild voando como engenheiros de voo. Os suplentes são o cosmonauta Oleg Artemiev, o cameraman Alexei Dudin e a atriz Alena Mordovina. Alena foi a primeira mulher a passar pelo processo de triagem de cosmonautas desde 2012. Devido a reordenação dos assentos para possibilitar o voo dos participantes do projeto, Mark Vande Hei terá de ficar na estação por 353 dias. Os ensaios do filme ocorreram após o treino principal do dia.
Espera-se que as filmagens realizadas no espaço totalizem cerca de 35 minutos do produto final. De acordo com Konstantin Ernst [en], a motivação dos produtores é a de confirmar a liderança da Rússia na indústria espacial e restaurar o prestígio da profissão de cosmonauta aos olhos das novas gerações (Iulia Peresild não sonhava em voar ao espaço quando criança). A experiência única adquirida na preparação de não profissionais para o voo espacial poderá ser útil caso venha a ser necessário enviar cientistas ou médicos ao espaço. Esta obra será o primeiro longa de ficção a ser realizado no espaço, mas a segunda obra ficcional a fazer isso, tendo vindo após Apogee of Fear [en], filmado em 2018 na ISS. Este filme está numa competição contra Doug Liman e Tom Cruise para ser a primeira obra do tipo feita no espaço.
A Soyuz foi lançada no dia 5 de outubro a partir do Cosmódromo de Baikonur. O desenvolvimento do projeto foi coberto pelo programa Evening Urgant [en], que terá a participação dos tripulantes cerca de uma semana antes do lançamento. A partir do dia 12 de setembro de 2021 o Channel One também passou a exibir o programa "Vizov. Pervie v kosmose" - sobre o que foi envolvido na seleção dos participantes. A equipe do filme aterrissou abordo da Soyuz MS-18 no dia 17 de outubro de 2021 e realizaram algumas cenas, ao lado de Oleg Novistkiy, ao serem removidos da Soyuz.

### Reações ao projeto
O filme, que de acordo com Dmitry Rogozin, chefe da Roscosmos, é um "experimento para ver se a Roscosmos pode preparar duas pessoas comuns para voarem em cerca de 3 ou 4 meses" recebeu oposição das comunidades científicas e aeroespaciais, como o fato de removerem cosmonautas treinados de seus voos, poder ser "um mal uso de dinheiro público" ou mesmo que "usar os recursos da estação para propósitos não científicos seria ilegal". Sergei Krikalev, diretor dos programas tripulados da Roscosmos, teria perdido sua posição ao falar contra o projeto, mas foi reinstalado após alguns dias depois de protestos de cosmonautas dentro e fora da ativa.

## Produção
Enquanto na Estação Espacial, apesar dos fins de semana serem quando a tripulação recebem um tempo livre, a equipe de filmagem continuou a trabalhar.

## Lançamento
O lançamento foi realizado no dia 12 de abril de 2023 na Rússia.